# Lijst van voetbalinterlands Maleisië - Noord-Korea
Deze lijst van voetbalinterlands is een overzicht van alle officiële voetbalwedstrijden tussen de nationale teams van Maleisië en Noord-Korea. De landen hebben tot op heden negen keer tegen elkaar gespeeld. De eerste ontmoeting, een wedstrijd tijdens de Aziatische Spelen 1974, werd gespeeld in Teheran (Iran) op 16 september 1974. Het laatste duel, een kwalificatiewedstrijd voor de Azië Cup 2019, vond plaats op 13 november 2017 in Buriram (Thailand).

## Wedstrijden
| № | Plaats       | Datum             | Competitie                 | Wedstrijd              | Uitslag |
| - | ------------ | ----------------- | -------------------------- | ---------------------- | ------- |
| 1 | Teheran      | 16 september 1974 | Aziatische Spelen 1974     | Maleisië − Noord-Korea | 2 − 1   |
| 2 | Bangkok      | 11 januari 1979   | Azië Cup 1980 kwalificatie | Maleisië − Noord-Korea | 1 − 1   |
| 3 | Bangkok      | 23 januari 1979   | Azië Cup 1980 kwalificatie | Noord-Korea − Maleisië | 1 − 0   |
| 4 | Singapore    | 31 augustus 1986  | Vriendschappelijk          | Maleisië − Noord-Korea | 0 − 4   |
| 5 | Beijing      | 26 september 1990 | Aziatische Spelen 1990     | Noord-Korea − Maleisië | 0 − 0   |
| 6 | Kuala Lumpur | 27 maart 2000     | Azië Cup 2000 kwalificatie | Noord-Korea − Maleisië | 1 − 1   |
| 7 | Bangkok      | 6 april 2000      | Azië Cup 2000 kwalificatie | Maleisië − Noord-Korea | 1 − 4   |
| 8 | Buriram      | 10 november 2017  | Azië Cup 2019 kwalificatie | Noord-Korea − Maleisië | 4 − 1   |
| 9 | Buriram      | 13 november 2017  | Azië Cup 2019 kwalificatie | Maleisië − Noord-Korea | 1 − 4   |

## Samenvatting
| Competitie            | Totaal gespeeld | Winst Maleisië | Gelijk | Winst Noord-Korea | Doelsaldo Maleisië – Noord-Korea |
| --------------------- | --------------- | -------------- | ------ | ----------------- | -------------------------------- |
| Azië Cup-kwalificatie | 6               | 0              | 2      | 4                 | 5 − 15                           |
| Aziatische Spelen     | 2               | 1              | 1      | 0                 | 2 − 1                            |
| Vriendschappelijke    | 1               | 0              | 0      | 1                 | 0 − 4                            |
| Totaal                | 9               | 1              | 3      | 5                 | 7 − 20                           |

FAM · 
A-internationals · 
Maleisisch vrouwenelftal
Afghanistan ·
Algerije ·
Australië ·
Bahrein ·
Bangladesh ·
Bhutan ·
Bosnië en Herzegovina ·
Brazilië ·
Brunei ·
Cambodja ·
Canada ·
China ·
Engeland ·
Fiji ·
Filipijnen ·
Finland ·
Ghana ·
Hongkong ·
India ·
Indonesië ·
Irak ·
Iran ·
Israël ·
Jamaica ·
Japan ·
Jemen ·
Jordanië ·
Kenia ·
Kirgizië ·
Koeweit ·
Laos ·
Lesotho ·
Libanon ·
Liberia ·
Libië ·
Liechtenstein ·
Macau ·
Malediven ·
Marokko ·
Mongolië ·
Myanmar ·
Nepal ·
Nieuw-Zeeland ·
Noord-Korea ·
Oezbekistan ·
Oman ·
Oost-Timor ·
Pakistan ·
Palestina ·
Papoea-Nieuw-Guinea ·
Qatar ·
Saoedi-Arabië ·
Salomonseilanden ·
Senegal ·
Singapore ·
Sri Lanka ·
Syrië ·
Tadzjikistan ·
Taiwan ·
Thailand ·
Turkije ·
Turkmenistan ·
Uruguay ·
Verenigde Arabische Emiraten ·
Vietnam ·
Zuid-Korea ·
Zuid-Vietnam ·
Zweden
DPR Korean Football Association · A-internationals · Selecties · Bondscoaches · Noord-Koreaans vrouwenelftal · Noord-Korea U21 · Noord-Korea U20 · Noord-Korea U19 · Noord-Korea U18 · Noord-Korea U17
1959 – 1969 · 
1970 – 1979 · 
1980 – 1989 · 
1990 – 1999 · 
2000 – 2009 · 
2010 – 2019
AC 1980 ·
AC 1992 ·
AC 2011 ·
AC 2015
WK 1966 ·
WK 2010
OS 1964 ·
OS 1976
1959 ·
1960 ·
1961–1964 · 
1965 ·
1966 ·
1967–1972 · 
1973 ·
1974 ·
1975 ·
1976 ·
1977 · 
1978 ·
1979 ·
1980 ·
1981 ·
1982 ·
1983–1984 · 
1985 ·
1986 ·
1987 · 
1988 ·
1989 ·
1990 ·
1991 ·
1992 ·
1993 ·
1994–1997 · 
1998 ·
1999 ·
2000 ·
2001 ·
2002 ·
2003 ·
2004 ·
2005 ·
2006 · 
2007 ·
2008 ·
2009 ·
2010 ·
2011 ·
2012 ·
2013 ·
2014 ·
2015 ·
2016 ·
2017
Afghanistan ·
Australië · 
Bahrein · 
Bangladesh · 
Bolivia · 
Brazilië · 
Bulgarije ·
Burkina Faso ·
Cambodja · 
Canada · 
Chili · 
China · 
Congo-Brazzaville · 
Egypte · 
Filipijnen · 
Finland · 
Griekenland · 
Guam · 
Guinee ·
Hongkong · 
India · 
Indonesië · 
Irak · 
Iran · 
Italië · 
Ivoorkust · 
Japan · 
Jemen · 
Jordanië · 
Kazachstan · 
Kirgizië · 
Koeweit · 
Letland · 
Libanon · 
Macau · 
Maleisië · 
Mali · 
Mexico · 
Mongolië · 
Myanmar · 
Nepal · 
Nigeria · 
Noorwegen · 
Oezbekistan · 
Oman · 
Pakistan ·
Palestina · 
Paraguay ·
Polen · 
Portugal · 
Qatar · 
Saoedi-Arabië · 
Singapore · 
Sovjet-Unie · 
Sri Lanka · 
Syrië · 
Tadzjikistan · 
Taiwan · 
Thailand · 
Turkmenistan · 
Venezuela · 
Verenigde Arabische Emiraten · 
Verenigde Staten · 
Vietnam · 
Zambia · 
Zuid-Afrika · 
Zuid-Korea · 
Zweden
Ivoorkust (2010) ·